# Sorkoszczurzyk
Sorkoszczurzyk (Archboldomys) – rodzaj ssaków z podrodziny myszy (Murinae) w obrębie rodziny myszowatych (Muridae).

## Rozmieszczenie geograficzne
Rodzaj obejmuje gatunki występujące endemicznie na filipińskiej wyspie Luzon.

## Morfologia
Długość ciała (bez ogona) 101–116 mm, długość ogona 66–108 mm, długość ucha 16–21 mm, długość tylnej stopy 27–33 mm; masa ciała 31–55 g.

## Systematyka
Rodzaj zdefiniował w 1982 roku amerykański teriolog Guy Graham Musser w artykule zatytułowanym Crunomys i małe sorkoszczurzyki pochodzące z Filipin i Sulawesi (Celebes), opublikowanym w czasopiśmie „Bulletin of the American Museum of Natural History”. Gatunkiem typowym jest (oryginalne oznaczenie) sorkoszczurzyk isarogański (A. luzonensis).

### Etymologia
Archboldomys: Richard Archbold (1907–1976), amerykański zoolog i filantrop; gr. μυς mus, μυoς muos ‘mysz’.

### Podział systematyczny
Do rodzaju należą następujące gatunki:
| Grafika | Gatunek                 | Autor i rok opisu                                                            | Nazwa zwyczajowa           | Podgatunki         | Rozmieszczenie geograficzne | Podstawowe wymiary                         | Status IUCN |
| ------- | ----------------------- | ---------------------------------------------------------------------------- | -------------------------- | ------------------ | --- | ------------------------------------------ | ----------- |
|         | Archboldomys luzonensis | Musser, 1982                                                                 | sorkoszczurzyk isarogański | gatunek monotypowy | południowa część wyspy (góra Isarog); zakres wysokości: 1350–2000 m n.p.m.                                                                                      | DC: 10,1–11,1 cm DO: 6,6–8 cm MC: 31–36 g  | VU          |
|         | Archboldomys maximus    | Balete, Rickart, Heaney, Alviola, M.V. Duya, M.R.M. Duya, Sosa & Jansa, 2012 | sorkoszczurzyk wielki      | gatunek monotypowy | północno-środkowa część wyspy (górne zbocza góry Amuyao; prawdopodobnie szeroko rozpowszechniony na pobliskich szczytach); zakres wysokości: 1650–2690 m n.p.m. | DC: 10,2–11,6 cm DO: 9–10,8 cm MC: 40–55 g | DD          |

Kategorie IUCN:  VU  – gatunek narażony,  DD  – gatunki o nieokreślonym stopniu zagrożenia.